# Johann Franz Encke
Johann Franz Encke (ur. 23 września 1791 w Hamburgu, zm. 26 sierpnia 1865 w Spandau) – niemiecki astronom, który w 1819 obliczył okres obiegu wokół Słońca komety, obecnie noszącej jego imię (kometa Enckego). Znany jest również z odkrycia tzw. przerwy Enckego w najbardziej zewnętrznym pierścieniu Saturna.
W Getyndze w 1811 rozpoczął studia matematyczne zetknął się z astronomią którą zgłębiał pod okiem Carla Friedricha Gaussa. Z obserwacji przejścia Wenus na tle tarczy Słońca prowadzonych w latach 1761 oraz 1769 określił wartość paralaksy słonecznej (co jest równoważne wyznaczeniu odległości Słońca od Ziemi) na 8,57″ (wartość bliska przyjmowanej obecnie przez astronomów).
Opracował metody obliczania orbit komet krótkookresowych i planetoid oraz orbit gwiazd podwójnych.

## Nagrody i upamiętnienie
Dwukrotnie otrzymał Złoty Medal Królewskiego Towarzystwa Astronomicznego (1824 i 1830). W 1842 odznaczony został Pour le Mérite za Naukę i Sztukę
Na jego cześć nazwano:
- kometę Enckego
- (9134) Encke – planetoidę[4]
- Encke – krater księżycowy[5]
- przerwę Enckego